# Борискин, Владимир Васильевич
Владимир Васильевич Борискин (28 июля 1923; Кузнецк, Саратовская губерния, РСФСР, СССР — 2 мая 1994; Саратов, Россия) — советский и российский киноактёр и актёр озвучивания.

## Биография
Родился 28 июля 1923 года в Кузнецке Саратовской губернии. Его отец, Василий Никитич, работал мастером на фабрике по канатному делу, мать, Софья Ивановна, была домашней хозяйкой.
После того, как в 1932 году отец умер, Софья Ивановна вместе с Владимиром переехала в Саратов, где жил ее старший сын, работавший на заводе в отделе кадров; там она устроилась работницей на завод, а Владимир пошёл учиться в школу.  В 1940 году, окончив 8 классов, он поступил на завод учеником слесаря и одновременно стал учиться в школе рабочей молодежи. Закончив ее в 1943 году, Борискин до 1944 года работал диспетчером на авиазаводе № 292. С 1944 года по 1945 год учился в студии при Саратовском драматическом театре им. Карла Маркса, входил в вспомогательный состав труппы. В 1945 году поступил на актёрский факультет ВГИКа. Учился в мастерской у  Б. В. Бибикова и О. И. Пыжовой. В 1950 году окончил ВГИК и стал работать в Театре-студии киноактёра при киностудии «Мосфильм». В кино снимался с 1950 года по 1961 год, также был актером озвучивания.
Ушёл из жизни 2 мая 1994 года в возрасте 70-ти лет в Саратове.
Сын — Павел Евгеньевич Полунин, сыгравший роль Ванюшки в фильме С.Бондарчука «Судьба человека». В.В.Борискин развелся с матерью Павла, и того воспитывал отчим — режиссер Евгений Полунин, который усыновил Павла.

## Фильмография
- 1950 — В мирные дни — Федя
- 1951 — Незабываемый 1919 год — матрос
- 1953 — Вихри враждебные — Лунатик
- 1953 — Налим — Любим
- 1953 — Нахлебник — Анпадист
- 1954 — Море студёное — посетитель кабака
- 1955 — Педагогическая поэма — Ховрах
- 1956 — Беспокойная весна — Филя-энтузиаст
- 1956, 1957 — Необыкновенное лето — красноармеец из ночного патруля
- 1957 — Ленинградская симфония — Борькин младший
- 1958 — Звероловы — Петрович
- 1958 — Память сердца — эпизод
- 1958 — По ту сторону — анархист
- 1958 — Сампо — эпизод
- 1959 — Ванька — подмастерье
- 1959 — Произведение искусства — помощник режиссёра
- 1959 — Соната Бетховена — артист
- 1959 — Судьба человека — заключёный концлагеря
- 1960 — Месть — чиновник
- 1960 — Чудотворная — верующий
- 1960 — Чужая беда — эпизод
- 1960–1961 — Воскресение — Симон Картинкин
- 1961 — Зелёный патруль — браконьер

### Озвучивание
- 1951 — Полицейские и воры — Либеро Эспозито. Роль Карло Делле Пьяне
- 1958 — Песня матросов — неизвестно
- 1959 — Незваные гости — Вальтер. Роль Юри Ярвета
- 1962 — Шайка бритоголовых/Банда бритоголовых — козёл